# روبرت كارادين
روبرت كارادين (بالإنجليزية: Robert Carradine)‏ مواليد 24 مارس 1954 في هوليوود، كاليفورنيا، الولايات المتحدة، هو ممثل أمريكي بدأ مسيرته الفنية عام 1972.

## الأعمال
- شوارع متوسطة
- العودة للديار
- إيرسميث

## وصلات خارجية
- روبرت كارادين على موقع IMDb (الإنجليزية)
- روبرت كارادين على موقع ألو سيني (الفرنسية)
- روبرت كارادين على موقع تيرنر كلاسيك موفيز (الإنجليزية)
- روبرت كارادين على موقع أول موفي (الإنجليزية)
- روبرت كارادين على موقع قاعدة بيانات برودواي على الإنترنت (الإنجليزية)
- روبرت كارادين على موقع قاعدة بيانات الأفلام السويدية (السويدية)
- روبرت كارادين على موقع إن إن دي بي (الإنجليزية)
- روبرت كارادين على موقع قاعدة بيانات الفيلم (الإنجليزية)
- روبرت كارادين على موقع كينوبويسك (الروسية)

روبرت كارادين في قاعدة بيانات الأفلام على الإنترنت